# هنري روبسون ريتشاردسون
هنري روبسون ريتشاردسون هو سياسي كندي، ولد في 1879، وتوفي في 28 أكتوبر 1966. خدم في الهيشئة التشريعية لمانيتوبا من 1920 إلى 1922.  عاش خلال حياته السياسية في روبلين، مانيتوبا.
ولد ريتشاردسون في نيوكاسل أبون تاين في إنجلترا، وجاء إلى كندا في عام 1879 واستقر في منطقة كارترايت. خدم في الجيش البريطاني خلال حرب البوير في عام 1900، وعاد إلى كندا في العام التالي. أدار متجرا لعدة سنوات واستقر في منطقة روبلين. خدم مع الكتيبة الكندية الأولى خلال الحرب العالمية الأولى.  انتخب ريتشاردسون في المجلس التشريعي لمانيتوبا في انتخابات المحافظات 1920، وهزم السياسي المحافظ فريدريك نيوتن  بأغلبية 104 أصوات في دائرة روبلين. تم انتخابه كمرشح مزارع يمثل الناخبين الذين عارضوا نظام الحزبين القديم بين الليبراليين والمحافظين. خلال العامين المقبلين، خدم في المعارضة التشريعية كعضو في مجموعة المزارعين المستقلين.
ترشح لإعادة انتخابه في عام 1922، وخسر أمام نيوتن بفارق تسعة أصوات فقط.
توفي ريتشاردسون في إدمونتون، ألبرتا. 